# Старо сеоско гробље у Рогљеву
Старо сеоско гробље у Рогљеву, насељеном месту на територији општине Неготин и представља непокретно културно добро као споменик културе.
Старо гробље које је одавно напуштено, у којем су сахрањени преци Рогљевчана, налази се изван Рогљева југоисточно од села према Смедовцу. Слично као на Рајачком гробљу, и ови стари надгробни споменици настали су у 20. веку. Ретко на којем надгробном споменику да се може одредити година када је постављен и коме је посвећен.

## Опис надгробника
Неколико надгробних споменика делује монументално и нешто су масивнији, већи и очуванији него споменици са Рајачке некрополе. Споменици у виду стеле богато украшени плитком пластиком са камом на врху стуба од пешчара или сиге су најбројнији на гробљу старијих Рогљевчана. На гробљу је распоређено око 100 старих споменика од којих је највећи део оштећен. Претпоставља се да споменици датирају из 19. или са краја 18. века. Архитектонска решења споменика су једноставна.